# Torben Westergaard
 Der er for få eller ingen kildehenvisninger i denne artikel, hvilket er et problem. Du kan hjælpe ved at angive troværdige kilder til de påstande, som fremføres i artiklen.

Torben Westergaard (9. oktober 1960 i Åbyhøj) er en dansk bassist, komponist, foredragsholder og konservatorieunderviser.
Torben Westergaard er en nysgerrig musiker, som ud over at komponere og spille sin egen musik er optaget af, hvordan musikken kan bruges i et bredere perspektiv, og hvordan kreativitet opstår.
Torben Westergaard har fundet sin særegne lyd i mødet mellem jazz, tango og skandinavisk melankoli, som det bl.a. kan høres på hans to DMA-nominerede albums Tangofied I og II samt i det aktuelle tværkunstneriske samarbejde med forfatter Ursula Andkjær Olsen og mezzosopran Andrea Pellegrini.
Foruden sine egne 12 albums har Torben Westergaard komponeret musik til ensembler, tv-serier, dokumentar- og reklamefilm, og de senere år har han været kapelmester for Søren Kragh-Jacobsen. Torben Westergaards musikalske projekter spænder således bredt og rækker også ud over landets grænser – han har turneret i over 20 lande og spillet sammen med en lang række danske og internationale musikere.
I mange år har Torben Westergaard været en engageret underviser på de danske musikkonservatorier. Undervejs har han uddannet sig inden for teoretisk pædagogik og læreprocesser på Danmarks Pædagogiske Universitet og Aalborg Universitet. Herved har han suppleret sin praktiske erfaring med læring med en voksende forståelse for musikalske kreativitetsprocesser. Det har bl.a. ført til et færdigformuleret, men endnu hjemløst Ph.D.-projekt i samarbejde med kreativitetsforsker Lene Tanggaard, AAU.
Torben Westergaard er desuden oplægsholder ved workshops, hvor han med afsæt i musikken skaber rum for refleksion og inspiration. Som eksempel kan nævnes en workshop om musik og demens, der er ét ud af flere samarbejder med historiefortæller og tegner Carl Quist-Møller.

## Diskografi
- What I Miss (1990)
- Brazilian Heart (1996)
- Coconut International -Edition One Featuring Peaches (2003)
- Flor de Verao Silvana Malta & Dr Bigband – Music by Torben Westergaard (2003), OKTOBER (2006)
- Penelope (2007)
- Tangofied (2012)
- Tangofied - special japansk udgivelse (2013)
- Like Salamanders We Survive (2013)
- Tangofied II (2014)

Alle CD’er indeholder udelukkende original-kompositioner.
Mere end 100 originale kompositioner indspillet på CD til dags dato og mere end 500 titler registreret hos KODA.